# Mníchova Lehota
Mníchova Lehota (in tedesco Münchenmarkt, in ungherese Barátszabadi) è un comune della Slovacchia facente parte del distretto di Trenčín, nella regione omonima.
È citato per la prima volta in un documento storico nel 1439. Nella località era esistente un antico convento distrutto dai Tartari nel 1240. Il villaggio fu feudo ecclesiastico fino al XV secolo quando passò alla Signoria di Trenčín.